# Chang Tae-Il
Chang Tae-Il est un boxeur sud-coréen né le 10 avril 1965 à Damyong.

## Carrière
Passé professionnel en 1981, il devient champion de Corée du Sud et champion d'Asie OPBF des poids super-mouches en 1984 et 1985 puis remporte le titre vacant de champion du monde IBF de la catégorie le 17 mai 1987 après sa victoire aux points contre son compatriote Kwon Soon-chun. Tae-Il perd son titre dès le combat suivant face à Ellyas Pical le 17 octobre 1987. Redevenu champion d'Asie en 1988, il obtient une nouvelle chance mondiale contre Khaosai Galaxy, détenteur de la ceinture WBA, le 15 janvier 1989 mais échoue par KO au second round. Il met alors un terme à sa carrière de boxeur sur un bilan de 26 victoires, 4 défaites et 1 match nul.